# Ariadne pagenstecheri
Ariadne pagenstecheri es una especie de lepidóptero de la familia Nymphalidae, género Ariadne.

## Localización
Esta especie de lepidóptero se localiza en Camerún, Ruanda, Burundi, Uganda, Zaire, Kenia y Tanzania.